# Prolog (kunst)
 For alternative betydninger, se Prolog. (Se også artikler, som begynder med Prolog)
Prolog, fra græsk prólogos, fortale, er en indledning til en historie, som danner sammenhængen og giver baggrundsdetaljerne, oftest en tidligere historie som senere forbindes med hovedhistorien. En prolog er også et stykke tekst som kommer indledningsvis som en introduktion til et litterært værk (poesi, prosa, drama).
I sin græske form prologos betegnede begrebet en del af den antikke tragedie. Det græske prologos svarer til det latinske praefatio. Latinske Prooemium kommer fra det græske prooimion, og betyder også fortale.Det som forfatteren skriver, inden den egentlige handling begynder.